# Rivière Jean-Noël Nord-Est
Pour les articles homonymes, voir Jean-Noël.
La rivière Jean-Noël Nord-Est est un affluent de la rive nord de la rivière Jean-Noël, coulant dans la ville de La Malbaie et la municipalité de Saint-Irénée, dans la municipalité régionale de comté (MRC) de Charlevoix-Est, dans la région administrative de la Capitale-Nationale, dans la province de Québec, au Canada.
La partie sud de cette petite vallée est accessible par le chemin du rang Saint-Pierre, lequel passe du côté nord-est de la rivière. La partie intermédiaire est desservie par le chemin du rang Saint-Pierre  et le chemin Saint-Louis. La partie supérieure est desservie par la route 138, le chemin du rang Sainte-Philomène et le chemin du rang Saint-Louis.

## Géographie
La rivière Jean-Noël Nord-Est prend sa source d'un petit lac (altitude : 439 m) situé du côté nord-ouest du chemin de Saint-Jean-Baptiste, en zone agricole et forestière. Ce petit lac est coincé entre la Montagne de Saint-Jean-Baptiste (située du côté sud du lac), la Montagne à Joseph-à-Johnny (du côté ouest). Ce petit lac est situé :
- à l'est du centre du village de Notre-Dame-des-Monts ;
- à l'ouest de la rive nord-ouest du fleuve Saint-Laurent ;
- au sud-ouest du centre-ville de Baie-Saint-Paul ;
- au sud-ouest de l'embouchure de la rivière Jean-Noël[1].

À partir de cette source, le cours de la rivière Jean-Noël Nord-Est descend sur environ 14 km, avec une dénivellation de 338 m, selon les segments suivants :
- vers l'est et formant une grande courbe vers le nord et en coupant la route 138, jusqu’à un ruisseau (venant du nord) ;
- vers le sud-est, puis courbant vers le sud, jusqu’au ruisseau des Mules (venant du sud-ouest) ;
- vers l'est en formant de petits serpentins, jusqu'à un ruisseau (venant du sud-ouest) qui constitue la décharge du Lac Amédée ;
- vers l'est en zone forestière et agricole en formant de petits serpentins en début de segment et en formant une courbe vers le sud, jusqu’au pont du chemin Saint-Pierre ;
- vers le sud-est en zone agricole dans une vallée de plus en plus encaissée, jusqu'à son embouchure[1].

La rivière Jean-Noël Nord-Est se déverse sur la rive nord de la rivière Jean-Noël, au nord-ouest du village de Saint-Irénée. Cette embouchure est située :
- à l'est de la confluence de la rivière Jean-Noël avec le fleuve Saint-Laurent ;
- au sud du centre-ville de La Malbaie ;
- au nord-est du centre-ville de Baie-Saint-Paul.

## Toponymie
Ce toponyme évoque le prénom d'un des pionniers de Saint-Irénée. Ce toponyme se désigne de façon cardinal selon la désignation toponymique de son cours d'eau maître, la rivière Jean-Noël.
Le toponyme rivière Jean-Noël a été officialisé le 5 décembre 1968 à la Banque des noms de lieux de la Commission de toponymie du Québec.